# ليونيل كامبوس
ليونيل كامبوس (بالإسبانية: Leonel Campos)‏ هو لاعب كرة قاعدة فنزويلي، ولد في 17 يوليو 1987 في فاليرا في فنزويلا.

## وصلات خارجية
- ليونيل كامبوس على موقع دوري كرة القاعدة الرئيسي (الإنجليزية)
- ليونيل كامبوس على موقع الدوري الياباني لكرة القاعدة (الإنجليزية)
- ليونيل كامبوس على موقعبيزبول رفرنس.كوم (الدوري الرئيسي) (الإنجليزية)
- ليونيل كامبوس على موقعبيزبول رفرنس.كوم (الدوري الثانوي) (الإنجليزية)
- ليونيل كامبوس على موقع إي إس بي إن.كوم (أم.أل.بي) (الإنجليزية)
- ليونيل كامبوس على موقع مشجعي الرسوم البيانية (الإنجليزية)